# NGC 6480
NGC 6480 هي مجرة تتبع كوكبة العقرب. اكتشفها جون هيرشل في 27 يونيو 1837.

## روابط خارجية
- NGC 6480 على موقع ويكي سكاي: DSS2, SDSS, GALEX, IRAS, Hydrogen α, X-Ray, Astrophoto, Sky Map, Articles and images